# Óföldeák
Óföldeák è un comune dell'Ungheria di 522 abitanti (dati 2001). È situato nella contea di Csongrád-Csanád.